# パトリック・エベルト
パトリック・エベルト（Patrick Ebert、1987年3月17日 - ）は、ドイツ・ポツダム（旧東ドイツ）出身の元サッカー選手。現役時代のポジションはミッドフィールダー（ウインガー）。

## 経歴
1998年にヘルタ・ベルリンの下部組織に加入し、2006-07シーズンからトップチームに昇格した。デビュー戦は2006年7月16日に行われたUEFAインタートトカップの対FCモスクワ戦で、81分から途中出場した。1ヶ月後の2006年8月13日には対VfLヴォルフスブルク戦でブンデスリーガに初出場し、次節の対ハノーファー96戦では初ゴールを記録した。それ以降、エベルトはヘルタ在籍時にブンデスリーガ1部・2部で90試合以上に出場した。
2012年7月27日、スペインのレアル・バリャドリードと2年契約を結んで移籍した。
2014年2月7日、ロシアのFCスパルタク・モスクワに移籍した。
2015年7月25日、ラーヨ・バジェカーノと2年契約を結んで移籍したが、アキレス腱の故障により2015-16シーズンのほとんどを棒に振った。

## 代表歴
2007年から2009年までの間、エベルトはドイツU-21代表で13試合に出場し1ゴールを記録した。2009年にはUEFA U-21欧州選手権2009優勝チームの一員となっている。